# Louis Daguerre

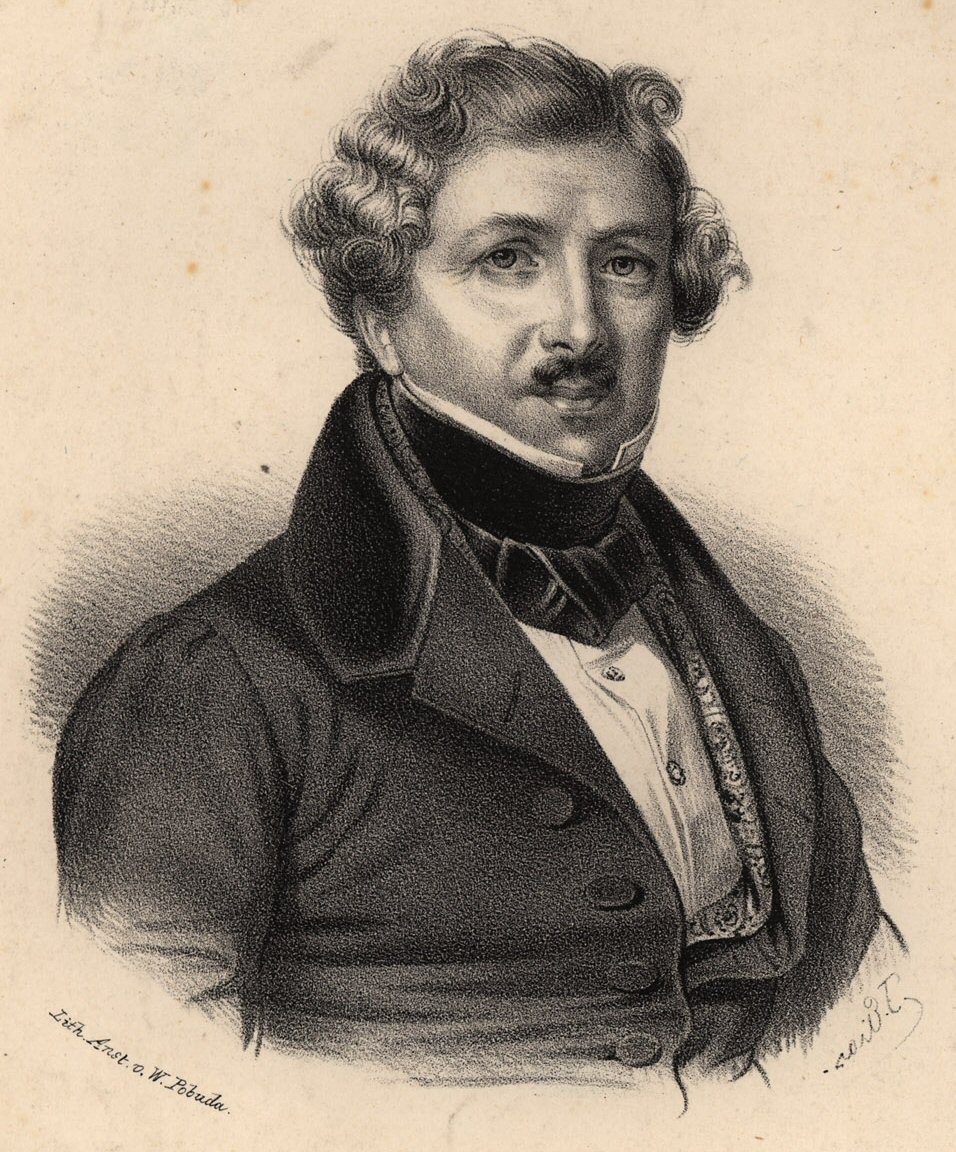
Louis Daguerre

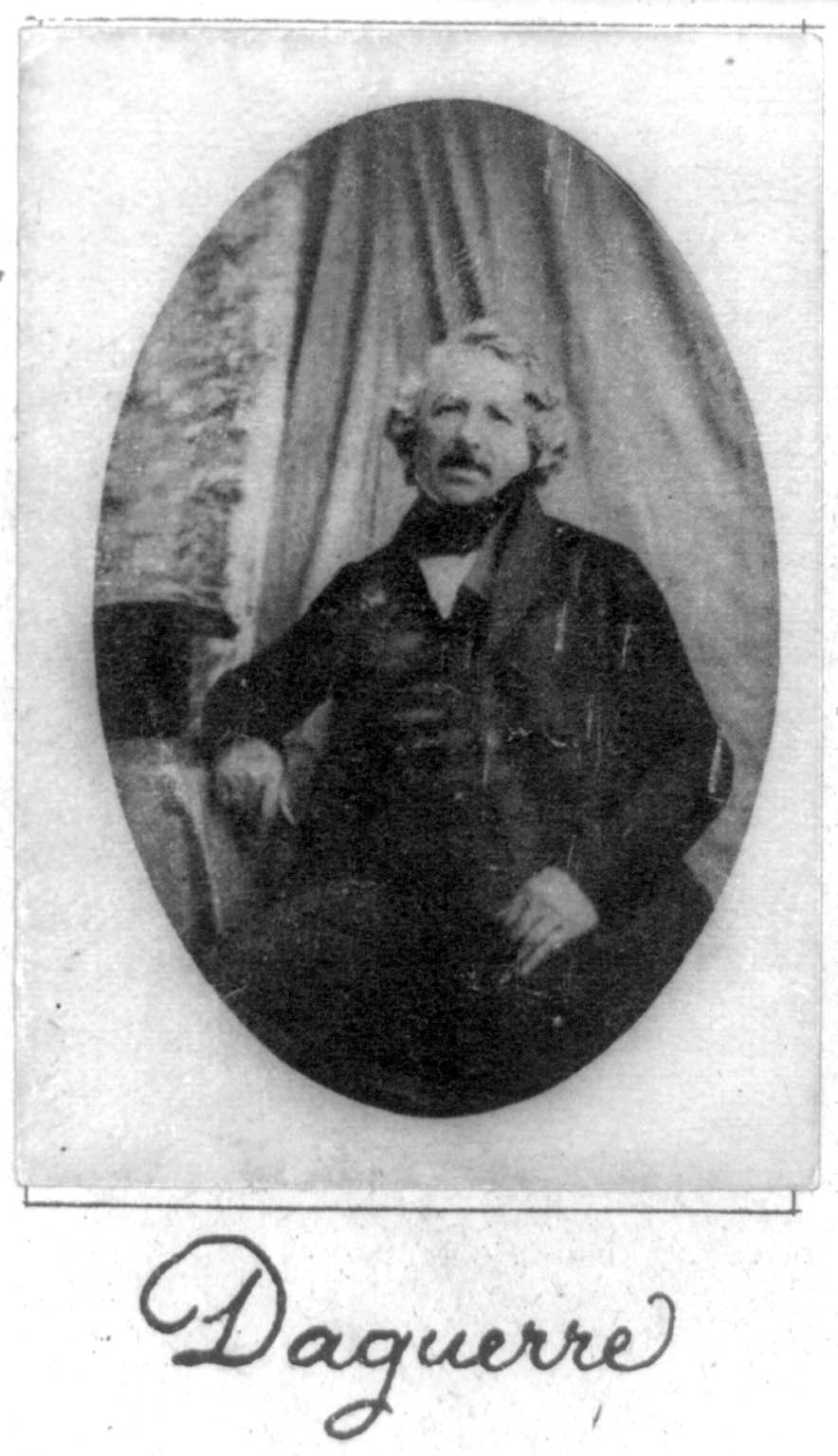
Louis Daguerre

Louis Jacques Mandé Daguerre (n. 18 noiembrie 1787, Cormeilles-en-Parisis, Seine-et-Oise, Franța – d. 10 iulie 1851, Bry-sur-Marne, Seine, Franța) este considerat părintele fotografiei prin invenția sa numită daghereotipie. Era un artist plastic, mai precis întâi decorator de teatru, apoi pictor de decoruri. Execută decoruri remarcabile pentru Opera și sala Aladin din Paris.
Însă devine foarte cunoscut cu ocazia unor spectacole de „Dioramă”, împreună cu Charles Marie Bouton (1822) inventatorul acestui sistem, care consta în prezentarea unor tablouri de mari dimensiuni (22 x 14 m în cazul lor), alcătuit din diferite planuri și care, sub aspectul unui joc de lumini, dă spectatorului impresia realității. (Se pot realiza și prin proiecții ale unor imagini statice desenate sau fotografiate pe un suport translucid.)

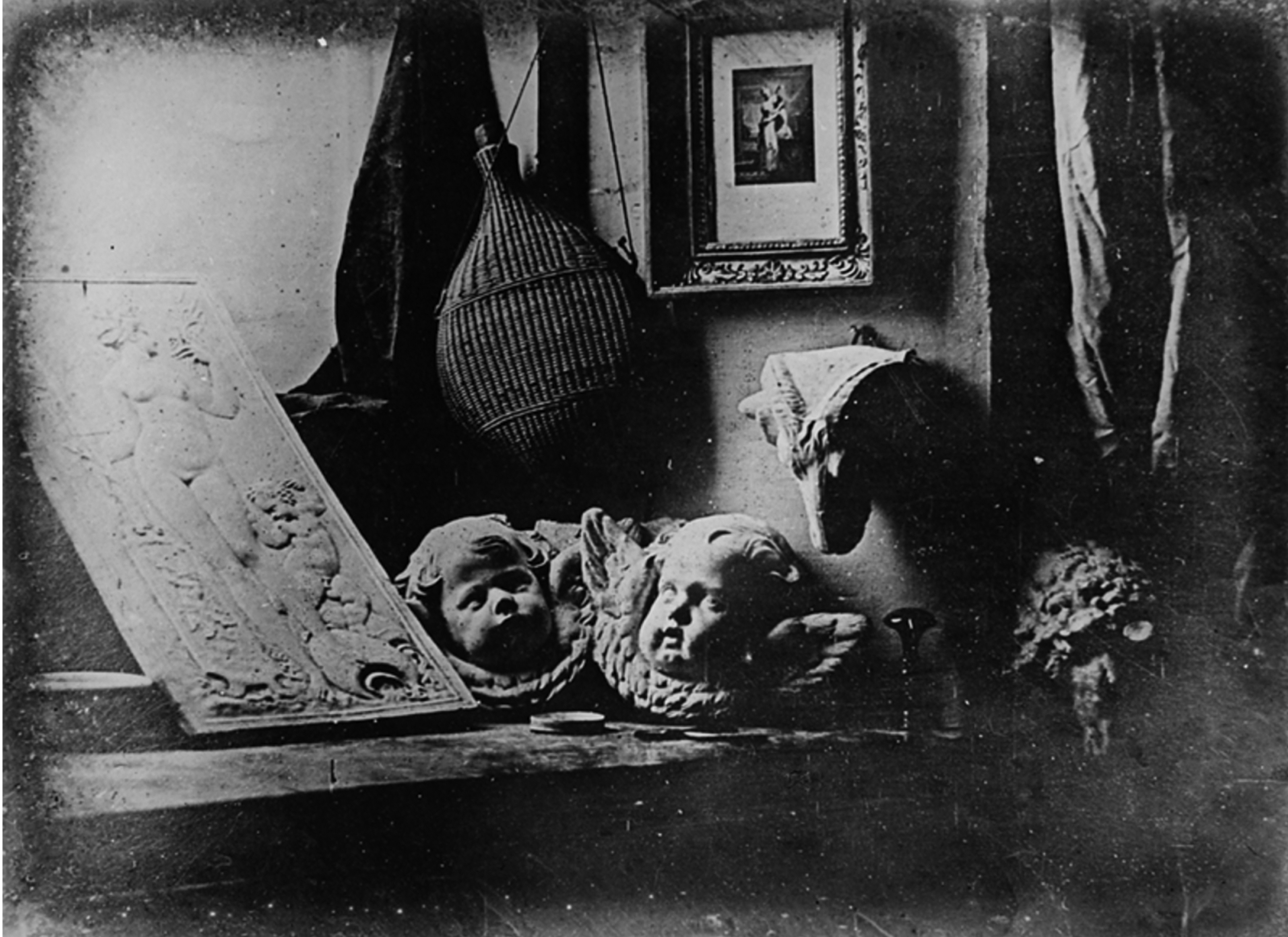
O fotografie realizată de inventator în 1837 prin daghereotipie, reprezentând un colț din atelierul său.

În anul 1826 îl cunoaște pe Joseph Nicéphore Niépce, care se ocupa cu captarea imaginilor din exterior pe un suport solid, lucru care-i reușise. Împreună perfecționează sistemul, punând la punct procedeul care se va numi daghereotipie. Folosește ca agent sensibilizator iodul pus pe o placă de cupru, acoperit cu un strat de argint. Printr-o developare în vapori de mercur se obține o imagine negativă în relief (o matriță).
Invenția este prezentată Academiei Franceze de Științe la 19 august 1839 și a obținut brevetul. Fotografia se răspândește rapid nu numai în Franța, ci în toată lumea.

## Legături externe
- Daguerre (1787–1851) și Invenția Fotografiei de la Muzeul Metropolitan de Artă
- DIORAMĂ[nefuncțională – arhivă]
- Louis Daguerre și Bry-sur-Marne
- Louis Daguerre Biografie Arhivat în 4 ianuarie 2013, la Wayback Machine.